# 克里斯蒂安·巴索戈
克里斯蒂安·穆冈·巴索戈（Christian Mougang Bassogog；1995年10月18日—）是一名喀麦隆足球运动员，司职前锋。曾效力于中超球队河南建业和上海申花。

## 俱乐部生涯
巴索戈曾效力于丹麦的阿爾堡足球會，2017年2月转会加盟中超球队河南建业。
2021年2月26日，巴索戈与中国超级联赛球队上海申花签约。
2024年2月8日，巴索戈以一份為期1.5年的合約转会加盟土超球队安卡拉古库。

## 荣誉

### 国家队
喀麦隆
- 非洲国家杯: 2017

### 个人
- 2017年非洲国家杯最佳球员
- 2017年非洲国家杯最佳阵容
- 2017年非洲国家杯MVP[5][6]